# Mostela de la Patagònia
La mostela de la Patagònia (Lyncodon patagonicus) és un petit mustèlid que és l'única espècie del gènere Lyncodon. El seu àmbit de distribució s'estén a la pampa de l'Argentina occidental i part de Xile.